# ريتشارد فوس
ريتشارد فوس (بالإنجليزية: Richard Foss)‏ (7 أكتوبر 1956، كاليفورنيا في الولايات المتحدة)؛ صحفي وروائي أمريكي.